# Jean Lacarry
Jean Lacarry, ou Jean de Lacarry, ou Jean Charron de Lacarry, baron de Mauléon, né à Lectoure (Gers), mort à Toulouse, est un avocat, poète d’expression française, capitoul de la ville de Toulouse au XVIIe siècle.

## Biographie
Jean Lacarry est dit être né « au château de Lacarry, aux environs de Lectoure ». Sa famille est installée dans cette ville et un Lacarry y est sénéchal d’Armagnac. La famille est originaire du village de Lacarry (aujourd’hui Lacarry-Arhan-Charritte-de-Haut), près de Mauléon dans la province basque de la Soule, aujourd’hui Mauléon-Licharre. Un seigneur de Mauléon, Bertrand de Mauléon, par son mariage vers 1120 avec la fille d’Auger, détenteur la vallée de la Barousse, qui sera divisée entre les baronnies de Mauléon et de Bramevaque. Son nom ayant été donné au château, puis à la ville (Mauléon-Barousse). Plus tard la famille de Lacarry a acquis la baronnie. Michel de Lacarry s’installe à Lectoure en 1480. Son fils Bertrand a lui-même deux fils : Jean I de Lacarry († 1567), et Pierre de Lacarry, procureur au parlement de Toulouse et capitoul en 1629, père de Jean II de Lacarry, le poète.
Jean Lacarry fait des études de droit à Toulouse. Il y est encore étudiant (« écolier ») lorsqu’il concourt à l’académie des Jeux floraux et voit son Sonnet au Roi récompensé par un Souci. En 1636 paraît à Toulouse son recueil de poèmes, Clytie, dédié au président Bertier. Il présentera encore au moins à deux reprises sans succès, avec un dépit qu’il exprime plus tard, après avoir remporté une Violette, dans un nouveau recueil, en 1640 : Triomphe de la Violette, publié sous le nom de Charron de Lacarry. On ignore l’origine du nom de Charron (peut-être celui de sa mère ?).
Il est mentionné en 1682 comme capitoul de Toulouse. En 1687 Jean Lacarry est juge aux Jeux floraux, il dédie huit vers à Victor Cironis de Beaufort, tolosain, pour le féliciter de son Triomphe de l’Églantine.
Ses descendants ont des positions en vue dans la ville jusqu’à la Révolution : en 1700 Joseph de Lacarry, seigneur de Beaucru et baron de Mauléon, entre au Parlement ; en 1731, Alexandre de Lacarry occupe un siège à la chambre des requêtes ; la baronnie est vendue ; en 1788, un chevalier de Lacarry est un des signataires des Protestations de la Noblesse toulousaine.
Du fait de sa production restreinte, Jean Lacarry a été oublié des spécialistes de la littérature gasconne de son temps, d’autant qu’il n’a publié qu’en français et accessoirement en latin. Son travail a été reconnu et mis en lumière à la fin du XIXe siècle par les érudits Philippe Tamizey de Larroque et Jean-Baptiste Noulet.

## Œuvres
- Clytie, pour le triomphe du Soucy. À Monseigneur le premier Président. Par J. Lacarry de Lectoure. À Tolose, par I. Boude, Imprimeur ordinaire du Roy, devant le Collège de Foix, à l’enseigne de S. Iean, 1636
- Triomphe pour la fleur de la Violette, par Charron de Lacarry, À Tolose, par A. Colomiez, imprimeur ord. du Roy, et de l’Université, 1640. In-8°.

## Sources
- Note sur le poète lectourois Lacarry par Philippe Tamizey de Larroque, Auch imprimerie et lithographie G. Foix, rue Balguerie, 1884
- Dr J.-B. Noulet, Jean Charron de Lacarry, lauréat des Jeux floraux, Auch, 1885